# Nonsan
Nonsan és una ciutat de la província de Chungcheong del Sud de Corea del Sud.
La base de l'economia és l'agricultura, especialment l'arròs, però també les maduixes i les peres.
Hi ha tres universitats: Konyang University (http://www.konyang.ac.kr/english/ Arxivat 2005-10-25 a Wayback Machine.), fundada l'any 1991; Geumgang University (http://www.geumgang.ac.kr/english/index.html), fundada l'any 2004; i Hanmin University (http://www.hanmin.ac.kr/ Arxivat 2007-01-29 a Wayback Machine.).
El nom significa camps d'arròs (논 / non /) i muntanyes (산 / sant /) perquè hi ha molts camps d'arròs a la vall i hi ha muntanyes als voltants.